# ブランドン・シルベストリー
ブランドン・シルベストリー（Brandon Silvestry、1979年9月6日 - ）は、アメリカ合衆国の男性プロレスラー。ニューヨーク州ニューヨーク市ブルックリン出身。ロウ・キー/ロウキー（LOW-KI）のリングネームで最も知られ、WWEではカヴァル（Kaval）というリングネームで活動していた。

## 経歴

### WWF〜ROH〜TNAなど
ジム・ケトナーとホミサイドからの訓練を経たうえで、1998年の10月10日にプロデビュー。2000年から2001年までWWFを主戦場として活動した。この時期のWWFでの試合は全てが負け試合であった。
その後、ROHへ参戦。2002年7月17日、フィラデルフィアにて、ROH世界ヘビー級王座をかけたダグ・ウイリアムス、クリストファー・ダニエルズ、スパンキーらとの60分アイアンマン・マッチを制し、同王座の初代王者となった。
2002年9月、ZERO-ONEに初来日し、初戦がいきなりタイトルマッチとなった。レオナルド・スパンキーからNWA・UPW・ZERO-ONE認定インターナショナルジュニアヘビー王座を奪取。その後、全日本プロレスに移り、ケンドー・カシンが保持していた世界ジュニアヘビー級王座に挑戦した。
2004年、プロレスリング・ノア初参戦。9月10日の日本武道館大会にて金丸義信が所持するGHCジュニアヘビー級王座に初挑戦した。以降、同団体に継続参戦する。リチャード・スリンガーと組んで、金丸・杉浦貴組の保持するGHCジュニアヘビー級タッグ王座にも挑戦した。
2006年にTNAに移籍し、リングネームをセンシ（Senshi）に改名。
2007年4月にプロレスリング・ゲリラ（PWG）に初参戦。All Star Weekend V – Night Oneにてデイビー・リチャーズと対戦、勝利を収めている。
6月22日、23日に開催されたIWAミッドサウスのキング・オブ・ザ・デスマッチに出場し、この団体のライトヘビー級王座への挑戦としてブランドン・トーマセリーと一戦交えるも、敗れ去った。
2008年初頭にTNAを退団。1月にPWGに戻りAll Star Weekend 7 – Night OneでPWG世界王座を賭け王者のブライアン・ダニエルソンと対戦。初挑戦にして勝利、PWG世界王座を戴冠している。エル・ジェネリコに初防衛を果たした。また、日本の団体への参戦を希望し2月に新日本プロレスに参戦、RISEに加入するも、怪我により欠場。同時にPWG王座を返上している。
8月にPWGに復帰、All Star Weekend 7 – Night Oneで世界王座に挑戦するが、獲得には至らなかった。
9月に新日本プロレスに復帰し、G・B・Hに加入しヒール転向。タイガーマスクを下しIWGPジュニアヘビー級王座を獲得。
11月にPWG主催のバトル・オブ・ロサンゼルスに参加。初戦でロデリック・ストロング、2回戦で吉野正人、準決勝でナイジェル・マッギネス、決勝でクリス・ヒーローを破り優勝を果たした。
2009年1月のレッスルキングダムにて元王者のリマッチを受け敗北。IWGPのベルトを手放している。

### WWE所属へ
2009年にはWWEとの契約を自身のウェブサイトで発表。傘下のFCWにてカヴァル(Kaval)というリングネームにし、トップ戦線の位置に立つがその後スタイルが中々確立できずに苦しんでいた。
2010年6月、WWEのNXT第2シーズンで登場し、チーム・レイ・クールのミシェル・マクールとレイラの指導を受ける。そして2010年9月にはWWE・NXT第2シーズンにおいて優勝した。
9月10日にSmackDown!でドリュー・マッキンタイアとのデビュー戦を行うが惜敗。10月、RAW対SmackDown!が行われるPPVのブラッギング・ライツの選考試合としてビッグショーを相手に5分間続けることができればチーム入りすることができるというハンディキャップマッチを行い、5分耐えてチーム入りの権利を獲得したが、直後にタイラー・レックスが登場し、カヴァルは選抜に相応しくないと挑発。続いて登場したGMのセオドア・ロングが査定試合を提案し、対決。敗れてしまい選抜の権利を剥奪されてしまった。
11月19日のスマックダウンのドルフ・ジグラー戦では遂にWWEで初勝利を挙げた。NXTシーズン2優勝の特典であるPPV王座戦出場権を行使して21日のサバイバー・シリーズでジグラーとのIC王座戦に挑んだが、惜しくも敗れ王座獲得とはならなかった。
12月23日、上層部がカヴァルについて特に使いどころがないということから、カヴァルがもっと活躍の場を求めたものの、リリースが決定された。リリース後は再びリングネームをロウ・キーに戻しインディーで活動。

### インディーへ
2011年1月下旬にPWGに復帰。WrestleReunion 5で2007年のリマッチでデイビー・リチャーズと対戦し、再び勝利している。4月に再び参戦、戸澤アキラと対戦して勝利している。
5月中旬、新日本プロレスのアメリカ大会にて、IWGPジュニア王座保持者となったプリンス・デヴィットとIWGPジュニア王座を賭けて対戦。最後はブラディサンデーで敗れ、王座奪取に失敗。
7月末にTNAのImpact Wrestlingに登場している。
2012年1月、Evolveに参戦している。その後DRAGON GATE USAにも参戦することが発表された。下旬にDRAGON GATE USAに登場、B×Bハルクと対戦。

### 新日本プロレス再参戦
2012年4月1日、新日本プロレス宛にビデオメッセージを送りつけ、IWGPジュニアヘビー級王座を保持するデヴィットに宣戦布告。5月3日福岡大会で再び同王座を賭けた試合でデヴィットと対戦。キークラッシャーでピンフォール勝ちを収め、第63代王者に君臨した。次期シリーズに開催されたBEST OF THE SUPER Jr.では全勝でリーグ戦を通過し、決勝に進出するが、田口隆祐に敗れ準優勝に終わる。
6月16日、ジュニア王座を賭けて田口とリターンマッチを敢行。この試合に勝利し、同王座の初防衛に成功するが、7月29日にDDTプロレスリングの飯伏幸太に敗れ、王座陥落。10月8日に飯伏と対戦し同王座に返り咲くも、11月11日のタイトルマッチでデヴィットに敗北を喫し、再び王座陥落。
2013年1月4日東京ドーム大会、昨年IWGPジュニア王座を戴冠した3人（デヴィット、飯伏、ロウ）の三つ巴抗争の決着戦として、3ウェイマッチ方式のIWGPジュニア戦に参戦。テレビゲーム『ヒットマン』の主人公「エージェント47」のスーツ姿で両手には拳銃を持ち入場するという意外な一面を見せるも、結果はデヴィットが飯伏を雪崩式ブラッディ・サンデーで沈め防衛に成功した為、奪取に失敗。試合もスーツ姿で行った（途中でジャケットのみ脱いだ）。

### 全日本プロレス参戦
2013年9月に全日本プロレスの王道トーナメントに参戦。9月11日の初戦でダーク・クエルボで勝利するが、9月16日の曙との試合で脇腹を負傷、途中離脱した。
帰国後、怪我が8か月の重傷であることと、全日本側が契約上の義務である医療費を支払わなかったことから引退するとtwitterで発言した。

### 引退からの復帰
2014年3月末にプロレスリング・ジンジゲート（Pro Wrestling Syndicate）より引退から復帰し、6月に参戦することが発表された。翌日にドラゴンゲートUSAから4月の興行に参加することが発表され、4日にトレント・バレッタと復帰戦をしている。
4月12日にTNAのOne Night Onlyに参戦、トーナメントで優勝している。

## 得意技
バリエーションが豊富な鋭い打撃と、時にロープをも利用する変わった関節技が中心。

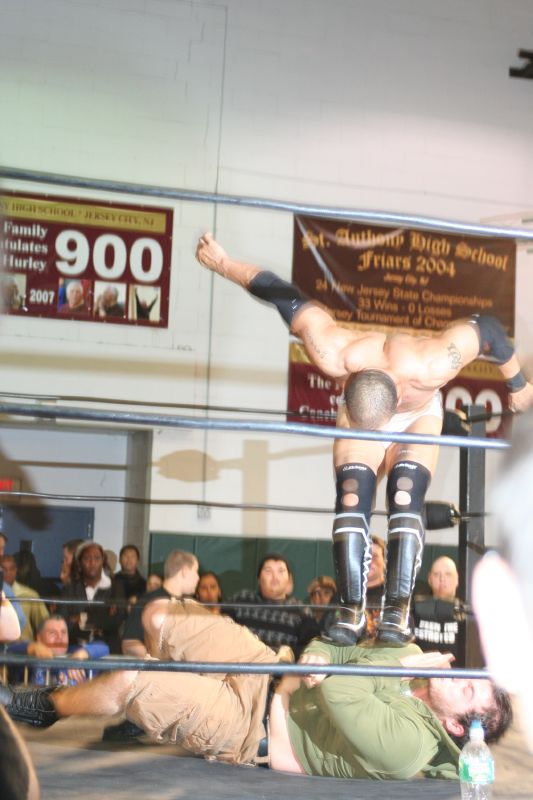
ゲットー・スタンプ

### フィニッシュ・ホールド
キークラッシャー'99
フィッシャーマンズ・スープレックスのように持ち上げた所で相手を横180度回転して、そのままみちのくドライバーIIのように落として固める。ランニングして放つバージョンも使用。
キークラッシャー2000
相手をアルゼンチン・バックブリーカーの体勢で両肩に担いでから放つ技。キークラッシャー2000という呼称で知られる。また、ごく稀に雪崩式も使用する。
ゲットー・スタンプ
所謂、ダイビング・フット・スタンプ。センシのリングネームでTNAに所属していた際、またWWE所属時にはウォリアーズ・ウェイの名称として使用されていた。いずれも、フィニッシュ・ホールドとして使用される。
ウォリアーズ・ラース
コーナーに逆さ吊りの状態となり、体を起こそうとする相手の胸板に目掛けて放つダイビング・フット・スタンプ。
ドラゴンクラッチ
キャメルクラッチしての変形ドラゴン・スリーパー。

### 打撃技
逆水平チョップ
主に打撃合戦の際に使用。ジュニアヘビー級とは思えない強烈な炸裂音を会場に響かすこともある。
モンゴリアンチョップ
ジョン・ウー
相手の腹部に放つドロップキック。
延髄斬り
スイッチブレイド・キック
前傾姿勢の相手に対し、ローキックのフェイントからブラジリアン・キックのように膝下を内旋させて真上から後頭部に右足を打ち下ろす変型キック。バリエーション豊富な蹴り技を得意とするロウ・キーの定番ムーブ。
ブラックマジック／リワインド・ウィザード
シャイニング・ウィザードをやると見せかけ相手を跨ぎ、一旦マットに着地。その後バックキックを繰り出すフェイント技。
タイダルウェイブ
セカンドロープに飛び乗り、相手の頭部を捕えるスワンダイブ式延髄斬り。相手にロープに振られた際に放つカウンター式も使用。
タイダルクラッシュ
対角線上のコーナーにもたれ掛かる相手に向かって側転し、その勢いを利用して放つジャンピング・ハイキック。
武藤敬司が考案したスペースローリングエルボーが元となっている。

### 関節技、絞め技
トラップド・アームバー
ロープを利用した腕ひしぎ十字固め。
キーロック
腕で極める足4の字固め。
バイト・オブ・ザ・ドラゴン
エプロン側に立っている相手に対してリング内から胴締めドラゴン・スリーパーで締め上げる。
ハンギング・ドラゴン
コーナー上にリングを背に向けて座らせた相手の首をドラゴン・スリーパーの体勢で後方に反らし上げ、逆さ吊りとなった相手の首を絞め上げる。
アイアンオクトパス
回転十字架固めの体勢で絡みつき、左足を相手の顎下に引っ掛けて右腕を締め上げる変形のクリスト。
シャープシューター
足殺しの一環として使用。

### 飛び技
キースプラッシュ
フェニックス・スプラッシュ|フェニックススプラッシュ。

## タイトル歴
WWE
- NXT : シーズン2 優勝（2010年）

FCW
- FCWフロリダタッグチーム王座 : 1回
  - w/マイケル・マクギリカティ

TNA
- TNA Xディヴィジョン王座 : 2回
- NWA世界タッグチーム王座 : 3回
  - w/ダニエル・コベルx2
  - w/エリックス・スキッパー

ROH
- ROH世界王座 : 1回（初代）

プロレスリングZERO-ONE
- NWA UPW ZERO-ONE認定インターナショナルジュニアヘビー級王座 : 1回（第2代）
- NWAインターナショナルライトタッグ王座 : 1回（第2代）
  - w/レオナルド・スパンキー

新日本プロレス
- IWGPジュニアヘビー級王座 : 3回（第55代、第63代、第65代）

ECWA
- ECWAタッグ王座 : 2回
  - w/アメリカン・ドラゴン
  - w/エグザビアー

MLW
- MLW世界ヘビー級王座 : 1回（第6代）

FOW
- FOWヘビー級王座 : 1回

FWA
- FWAヘビー級王座 : 1回

ICW
- ICW王座 : 1回

IWC
- IWCスーパーインディー王座 : 1回

JAPW
- JAPWヘビー級王座 : 3回
- JAPWライトヘビー級王座 : 1回

JCW
- JCW王座 : 1回
- JCWタッグ王座 : 1回
  - w/ダン・マフ

MWF
- MWFヘビー級王座 : 1回

PWF（Premiere Wrestling Federation）
- PWFヘビー級王座 : 1回

PWG
- PWG世界王座 : 1回（第11代）
- バトル・オブ・ロサンゼルス 優勝（2008年）

Pro Wrestling WORLD-1
- Pro Wrestling WORLD-1 オープン級王座 : 1回

UXA
- UXAプロタッグ王座 : 1回
  - w/エグザビアー

WXW（World Xtreme Wrestling）
- WXWクルーザー級王座 : 1回

MCW
- MCWタッグ王座 : 1回
  - w/エアボーン

LIWF
- LIWFライトヘビー級王座 : 1回

## 入場曲
- Liu Kang - 現在使用中
- The Realist Killaz
- Fighter's Passion
- Exploding Helmets

## その他
- グレート・ムタを崇拝している。そのためムタのムーブが随所に取り入れられており、なおかつ一工夫したものが多い。
- 左腕には「勉」と刺青を入れている。2013年1月4日東京ドーム大会では二丁の拳銃を持ちスーツを着て後頭部にバーコードのデザインがしてあった。
- その動きから、トリッキーなダイナマイト・キッドと称された。
- 日本では試合後のコメントを、「セカイノセンシ（世界の戦士）デスカラ！」と日本語で締めることが多い。2012年のDOMINION大阪大会では飯伏幸太のたどたどしい英語での挑戦アピールに対して、流暢な日本語で返すパフォーマンスを見せた事もある。